# Pat Hutchins
Patricia Evelyn Hutchins (* 18. Juni 1942 in Yorkshire; † 7. November 2017 in London) war eine britische Illustratorin und Kinderbuchautorin. Sie gewann im Jahr 1974 für ihr Buch The Wind Blew (Der Wind blies) die Kate Greenaway Medal der Library Association für das beste Kinderbuch des Jahres, das von einem Briten illustriert wurde. Das Bilderbuch in Reimform wurde auch von ihr geschrieben.
Hutchins war mit dem Illustrator Laurence Hutchins verheiratet; sie hatten zwei Kinder.

## Leben
Hutchins war eines von sechs Kindern. Sie gewann ein Stipendium für die Darlington School of Art im Jahr 1958 und führte ihr Studium der Illustration am Leeds College of Art 1960 fort, wo sie 1962 graduierte. Sie arbeitete anschließend für eine Werbefirma in London, bis sie 1966 Laurence Hutchins heiratete und mit ihm für zwei Jahre nach New York City zog. Dort arbeitete sie an ihrem ersten Bilderbuch, Rosie’s Walk, welches 1968 von The Bodley Head und Macmillan US veröffentlicht wurde. In den USA trat es für den Boston Globe-Horn Book Award an.
Pat Hutchins schrieb Romane für junge Leser, von denen einige von ihrem Mann Laurence illustriert wurden, und mehr als zwanzig Bilderbücher. Nicht nur gewann sie 1974 die Greenway Medal, ihr Buch One-Eyed Jack von 1979 war ebenfalls nominiert.
Das Bilderbuch Rosie’s Walk wird als Beispiel für die erfolgreiche Verwendung von Ironie in einem Bilderbuch für Kleinkinder zitiert, da Text und Illustration gegensätzliche Handlungen darstellen.
Von 1995 bis 1996 präsentierte und spielte Hutchins die Rolle der künstlerischen Narrowboot-Besitzerin in der britischen Kinderfernsehsendung „Rosie and Jim“. Anschließend illustrierte sie auch Bücher des Franchises.
1973 wurde ihr Bilderbuch Herr Fissen will wissen, wie spät es ist (Stalling Verlag 1972; Originaltitel: Clocks and more clocks) für den Deutschen Jugendliteraturpreis in der Kategorie Bilderbuch nominiert.

## Auf Deutsch erschienene Publikationen
- Viel Lärm um Leo. Herder-Verlag, Freiburg 1991, ISBN 978-3-451-22366-2
- Felix hat Geburtstag. Carlsen-Verlag, Reinbek bei Hamburg 1980, ISBN 978-3-551-53890-1
- Pitt ist klein. Carlsen-Verlag, Reinbek bei Hamburg 1980, ISBN 978-3-551-53889-5
- Herr Fissen will wissen, wie spät es ist. Stalling-Verlag, Oldenburg 1972, ISBN 978-3-7979-2202-1
- Wenn Änne, die Henne, spazierengeht. Stalling-Verlag, Oldenburg 1969